# Suus
Suus – singel kosowskiej wokalistki Rony Nishliu, napisany przez samą artystkę we współpracy z Florentem Boshnjakiem oraz nagrany w 2009 roku.
W grudniu 2011 roku utwór wygrał finał jubileuszowy, 50. Festivali i Këngës, zdobywając największą liczbę 77 punktów od komisji jurorskiej, dzięki czemu reprezentował Albanię podczas 57. Konkursu Piosenki Eurowizji w 2012 roku. Nishliu zaśpiewała go jako piąta w kolejności podczas pierwszego półfinału imprezy, który odbył się 22 maja. Wokalistka zakwalifikowała się do finału z drugiego miejsca. Podczas sobotniego koncertu finałowego utwór został zaprezentowany z trzecim numerem startowym i zdobył ostatecznie 146 punktów, zajmując 5. miejsce, najwyższe w historii udziałów Albanii w konkursie.